# 井田真木子
井田 真木子（いだ まきこ、1956年7月19日 - 2001年3月14日）は、日本のノンフィクション作家。夫はフリーライターの宇佐川英雄。口語体を用いて市井の人物たちの横顔を描く革新的なノンフィクションで将来を嘱望されたが、2001年3月14日、肺水腫により急逝した。

## 経歴
神奈川県鎌倉市出身。1963年4月、鎌倉市立第二小学校に入学する。1965年4月、千葉県千葉市へ転居し、千葉市立稲丘小学校に編入する。1967年4月、兵庫県神戸市へ転居し、神戸市立魚崎小学校に編入する。1969年4月、私立小林聖心女子学院中等科に入学する。1972年4月、東京へ転居し私立聖心女子学院高等科に入学、この頃よりひとり暮らしを始める。
高校を卒業後、1975年4月、慶應義塾大学文学部哲学科に入学する。大学在学中に詩集を2冊（『雙神の日課』『街』）発表する。1979年3月に大学を卒業し、同年4月、早川書房に入社する。最初は受付に配属され、その後、経理、校正を担当する。1980年に早川書房を退社し、祥伝社の雑誌『微笑』の取材記者を務め、翌年からフリーライターになる。
雑誌のアンカーマンとして多忙を極めていたときに、老芸者を取材したことをきっかけに、本の執筆を始める。1989年9月、かのう書房より『温泉芸者一代記』、1990年10月、『プロレス少女伝説』を刊行する。1991年、『プロレス少女伝説』で第22回大宅壮一ノンフィクション賞を受賞する。
1991年2月、市民団体「動くゲイとレズビアンの会（現・アカー）」が府中青年の家の利用拒否をめぐって東京都を訴える裁判を起こした（東京都青年の家事件）。これを取り上げたテレビのワイドショーを見て興味を抱き、団体メンバーの取材を開始。同年6月、メンバーの新美広（現・アカー代表理事）とともにサンフランシスコのプライドパレードを見に行く。
1992年7月、文藝春秋より『小蓮の恋人』を刊行する。1993年、『小蓮の恋人』で第15回講談社ノンフィクション賞を受賞する。
1994年1月、『同性愛者たち』を出版。同年3月、団体側の勝訴判決が東京地裁で下された。
2001年3月14日、肺水腫により慶応大学病院にて死去。44歳没。
没後は多くの著作が品切れとなっていたが、2014年7月に里山社より『井田真木子 著作撰集』が刊行され、2015年3月には『井田真木子 著作撰集 第2集』が刊行された。またイースト・プレスから『井田真木子と女子プロレスの時代』が刊行された。

## 人物
『プロレス少女伝説』の取材をきっかけとして、長与千種や神取忍とは深い親交があった。また、現在では慣用句として使われる「心が折れる」は、『プロレス少女伝説』にて引かれている神取の発言が初出となって一般に浸透したものである。

## 著書

### 単著
- 『雙神の日課・詩』 無限、1975年11月
- 『街 詩集』 無限 1977年
- 『温泉芸者一代記 : 湯河原の芸妓おかめさんの話しより』 かのう書房、1989年9月、国立国会図書館書誌ID:000002048455
- 『プロレス少女伝説 : 新しい格闘をめざす彼女たちの青春』 かのう書房、1990年10月、ISBN 978-4905606482
  - 『プロレス少女伝説』 文藝春秋〈文春文庫〉、1993年10月9日、ISBN 978-4167554019
- 『彼女たちのホーム・スウィートホーム』 弓立社、1991年6月、ISBN 4-89667-166-X
- 『小蓮の恋人 : 新日本人としての残留孤児二世』 文藝春秋、1992年7月、ISBN 4-16-346620-7
  - 『小蓮の恋人 : 新日本人としての残留孤児二世』 文藝春秋〈文春文庫〉、1995年10月、ISBN 4-16-755402-X
- 『同性愛者たち』 文藝春秋、1994年1月、ISBN 4-16-348380-2
  - 『もうひとつの青春 : 同性愛者たち』 文藝春秋〈文春文庫〉、1997年12月、ISBN 4-16-755403-8
- 『旬の自画像 : 2チャンネルの女から永田町の男まで』 文藝春秋、1995年4月、ISBN 4-16-350090-1
  - 『フォーカスな人たち』 新潮文庫、2001年4月、ISBN 4-10-125931-3
- 『いつまでもとれない免許 : 非情のライセンス』 集英社、1998年5月、ISBN 4-08-774330-6
- 『十四歳 : 見失う親 消える子供たち』 講談社、1998年5月、ISBN 4-06-209188-7
  - 『ルポ十四歳 : 消える少女たち』 講談社〈講談社文庫〉、2002年2月、ISBN 4-06-273369-2
- 『かくしてバンドは鳴りやまず』 リトル・モア、2002年2月、ISBN 4-89815-065-9

### 著作集
- 『井田真木子 著作撰集』 里山社、2014年7月19日、ISBN 978-4907497019
  - プロレス少女伝説
  - 同性愛者たち
  - かくしてバンドは鳴りやまず
  - 池田大作 欲望と被虐の中で（テリー伊藤・佐高信著『お笑い創価学会』（光文社文庫）収録の創価学会論）
  - 雙神の日課
  - 俳優・本木雅弘の真実を探るルポほかエッセイ12篇
  - 別刷付録
    - 解説：関川夏央
    - 弔辞：柳田邦男
    - インタビュー：神取忍
- 『井田真木子 著作撰集 第2集』 里山社、2015年3月14日、ISBN 978-4907497026
  - 小蓮の恋人
  - 十四歳　見失う親　消える子供たち
  - 詩集　街
  - インタビュー「私は目」（リトルモア）／「世の中のキーワード崩すのが私の仕事」（「ノンフィクションを書く！」）
  - 座談会「職業としてのノンフィクションライター」（「海燕」 井田真木子＋野村進＋武田徹＋岩上安身）
  - エッセイ「平野啓一郎という人」ほか、本にまつわるエッセイ11篇
  - 付録
    - 解説：酒井順子「井田真木子というジャンル」
    - 対談：飯窪成幸＋白幡光明　元井田真木子担当編集者対談（文藝春秋）
- 『井田真木子と女子プロレスの時代』 イースト・プレス、2015年11月、ISBN 978-4-7816-1378-9

### 共著
- 『ノンフィクションを書く!』 ビレッジセンター出版局、1999年7月、ISBN 4-89436-129-9
- 『三人よれば楽しい読書』 井上ひさし,松山巖 共著　西田書店、2018年4月、ISBN 978-4-88866-626-8

## 出演番組
- ナイトジャーナル（NHK総合）